# Paullina Simons
Paullina Simons (n. 1963, Leningrad, RSFS Rusă, URSS) este o scriitoare americană de origine rusă și autoarea de bestseller-uri internaționale a romanelor Tully, Frunze roșii, Unsprezece ore, Călărețul de aramă, Tatiana și Alexander, Lily și Grădina de vară.

## Biografie
Simons a visat să devină scriitoare în copilărie la Leningrad. La vârsta de zece ani, ea s-a mutat cu familia în Statele Unite și a avut o încercare timpurie de a scrie în engleză, la vârsta de 12 ani. 
Simons a urmat universități din New York, Kansas și Anglia, absolvind Universitatea din Kansas cu o diplomă în științe politice. Ea a lucrat ca jurnalist financiar la Financial News Network și traducător, printre alte locuri de muncă, înainte ca primul ei romanTully, să fie scris și lansat.
Simons și cel de-al doilea soț al ei, Kevin Ryan, locuiesc în Long Island, New York și au patru copii. De la cel mai mare la cel mai mic sunt Natasha, Misha, Kevin Jr. și Tatiana (numite după eroina din Călărețul de alamă⁠(d))

## Publicații
Deși cea mai cunoscută carte a ei este Călărețul de aramă⁠(d), multe dintre romanele lui Simons au ajuns pe listele internaționale de bestselleruri în țări precum Australia și Noua Zeelandă. Toate cărțile ei au fost publicate de Flamingo sau HarperCollins.

### TrilogiaCălărețul de aramă
1. Călărețul de bronz (2000)
Urmărește povestea familiei Metanov care încearcă să supraviețuiască asediului Leningradului și relației care se formează între mezina familiei, Tatiana Metanova și un ofițer al Armatei Roșii pe nume Alexander Belov.
2. Tatiana și Alexandru cunoscuți și sub numele de Podul către  Sfânta Cruce (2003)
Tatiana a părăsit Uniunea Sovietică și l-a lăsat în urmă pe Alexander, pe care acum îl așteaptă un proces și cel mai probabil execuția. În timp ce încearcă să-și construiască o nouă viață în America, este bântuită de posibilitatea ca Alexander să fie încă în viață.
3. Grădina de vară (2005)
Tatiana și Alexander au avut parte de cea mai cumplita suferință  pe care  secolul al XX-lea a putut-o oferi. Dar acum, reuniți după ani în care au fost departe unul de altul, trebuie să învețe cum să trăiască împreună. Și pe măsură ce viață amenință să le sfâșie familia, ei trebuie să-și protejeze fiul de fantomele trecutului.

- Masa Tatianei (2007).
O colecție de rețete menționate în Călărețul de aramă⁠(d), Podul spre Sfânta Cruce / Tatiana și Alexandru și Grădina de vară. Potrivit lui Simons: „Am căutat să o fac amuzantă, ușoară și drăguță și încă încerc, dar, desigur, sufletul meu rusesc melancolic mă învinge, când îmi amintesc ce au avut Tatiana și Alexander, ce au pierdut, ce s-au sacrificat unul pentru celălalt, ce le-a luat pentru a se întoarce la metaforicul Lazarevo (care în sine era o metaforă) și dintr-o dată mă simt puțin mai puțin bine dispusă. Blocada de la Leningrad din 1941 prezintă probleme deosebite, deoarece scriu din belșug despre brânză și lapte și unt și făină și mușchi de vită și preîncălzirea cuptoarelor și ungerea cu unt a caserolelor. Mă tot gândesc la Tatiana mirosind punga goală care conținea cândva fulgi de ovăz, când nu exista electricitate și căldură, cărbune sau lemne sau apă la etajul trei.” [10]
- Copiii libertății (2012).
Un preludiu al trilogiei originale, bazat pe viețile părinților lui Alexander. Gina Attaviano călătorește din Sicilia la Boston pentru a începe o nouă viață, dar este puternic atrasă de Harold Barrington, fiul unuia dintre cei mai bogați oameni de afaceri din Noua Anglie.
- Bellagrand (2014).
Continuare la Copiii libertății.

### Alte cărți
- Tully (1994).
„Povestea epică a unei fete din partea greșită a pistelor și  ei dezvoltarea ei ca femeie” [11]
- Frunze roșii (1997).
Un mister cu suspans. Detectivul Spencer O'Malley o întâlnește pe tânăra studentă de la Ivy League, Kristina Kim, și o săptămână mai târziu este chemat să investigheze uciderea ei. El începe să dezlege misterul relațiilor încurcate dintre prietenii victimei - Jim, Conni și Albert, trecutul ei și familia ei înstrăinată, deoarece este sigur că nu totul este așa precum pare.
- Unsprezece ore (1998).
Acest roman captivant cu multiple perspective se învârte în jurul răpirii unei femei însărcinate. Scenele alternează între soția amenințată și soțul disperat, urmărindu-i pe răpitori împreună cu un agent FBI relaxat.
- Lily (sau fata din Times Square) (2004).
Colega de cameră a unei tinere dispare, iar un detectiv NYPD (Spencer O'Malley) intră în viața ei. Iar în cele din urmă, ea începe să pună la îndoială ce știe despre prietenul și familia ei.
- Drumul spre Paradis (2007).
Shelby și Gina sunt plecate în California din motive diferite. Dar după ce au luat un autostopist tânăr, întâmpină tot felul de necazuri.
- Un cântec la lumina zilei (2010).
Viața Larisei nu este atât de perfectă pe cât pare să fie. Nu este mulțumită de căsnicia ei, lipsită de dragoste și pasiunea ei irezistibilă ar putea să o facă să facă ceva inimaginabil
- Șase zile în Leningrad (2013)
O memorie, non-ficțională despre călătoria autoarei la St. Petersburg (Leningrad) cu tatăl ei, pentru cercetare înainte de a scrie trilogia Călărețul de bronz.
- Lone Star (2015)
Chloë, împreună cu prietenii ei, pleacă într-o aventură cu rucsacul prin Europa înainte de începerea facultății. Dar un băiat misterios pe nume Johnny, care poartă o viață întreagă de secrete perfide, amenință să rupă legăturile care au ținut împreună patru prieteni de-o viață. Personajul Johnny este o rudă cu Tatiana și Alexander, din seria Călărețul de bronz.